# Нух ібн Асад
Нух ібн Асад (*نوح بن اسد, д/н — 841/842) — 1-й володар Самарканду з династії Саманідів.

## Життєпис
Походив зі знатної родини. Син асада ібн Самана і онук Самана-Худата. У 810-х роках брав участь у боротьбі за владу в Аббасидському халіфату, підтримавши претендента аль-Мамуна. Після цього протистояв намаганням Тахірідів повністю приборкати Мавераннахр. У 819 році призначається валі Самарканду. У 839-840 роках спільно з братами брав участь у поході Тахіридів проти огузів, яким завдано поразки. У 840-841 роках в Ісфіджабіза наказом Нуха було споруджено потужну стіну для захисту від кочовників.
Зберіг владу до самої смерті у 841 або 842 році. Його володіння розділено між братами Ях'єю і Ахмадом.